# Dârmanești, Argeș
Dârmanești là một xã thuộc hạt Argeș, România. Dân số thời điểm năm 2002 là 3724 người.